# Compostage (biologie)
Pour les articles homonymes, voir Compostage.

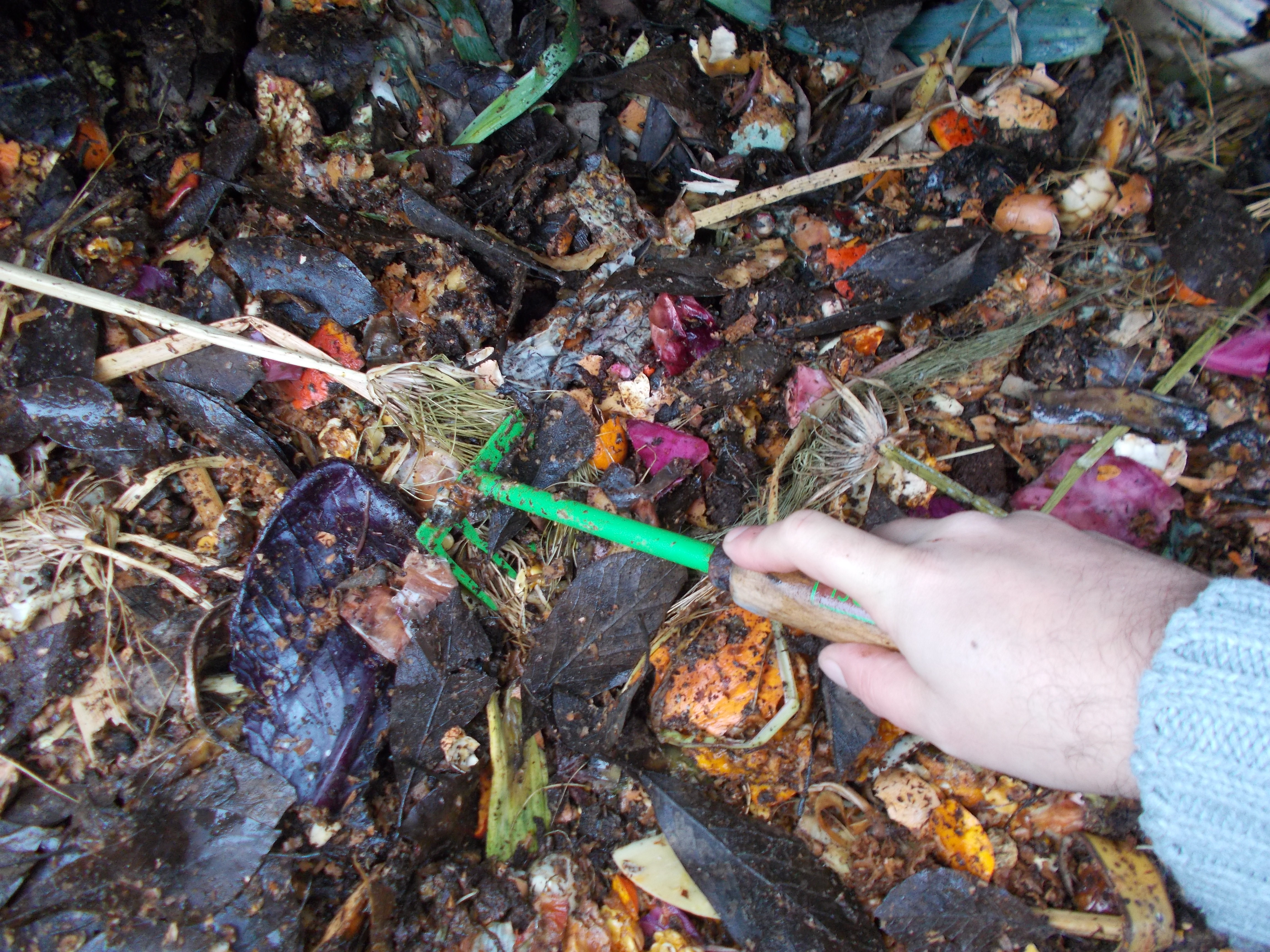
Surface d’un compost avant maturation avec la présence de matière sèche et de matière azotée. Une personne remue pour homogénéiser et aérer le compost.

Le compostage est un processus biologique comprenant plusieurs phases de dégradation et de transformation de déchets organiques, permettant d’obtenir un produit valorisable appelé compost.
Ce processus fonctionne sur le principe de l’humification qui se déroule en milieu naturel, mais de manière accélérée et dans des conditions contrôlées. Il se déroule en présence de l’oxygène de l’air et d’humidité (eau), par l’action conjuguée des bactéries, champignons, micro-organismes et macro-organismes. Il s’agit d’une réaction exothermique et aérobie, contrairement à la méthanisation qui est une réaction anaérobie.
Le compost partage avec l'humus beaucoup de propriétés, notamment sa capacité à retenir l’eau et sa richesse en nutriments minéraux et organiques. Il peut être utilisé en tant qu’amendement ou engrais pour enrichir les sols.
Le compostage peut être réalisé de différentes manières et à différentes échelles. À petite échelle, il consiste à mélanger des matières sèches carbonées (broyat) avec d'autres biodéchets riches en humidité et en azote (épluchures par exemple). À plus grande échelle, des entreprises utilisent des broyeurs mécaniques pour faciliter l’action bactérienne, accélérer le processus et hygiéniser le compost produit.
L’utilisation d’un composteur nécessite de veiller à une bonne aération pour favoriser l’action des décomposeurs et l’apparition d'une biodiversité souhaitée. L'utilisation du compost dans les cultures destinées à l’alimentation est soumis à des réglementations en matière de santé publique, qui définissent les matières organiques pouvant être compostées ou non.

## Principes

### En présence d'oxygène
L’oxygène permet aux micro-organismes aérobies de former des molécules d’eau avec le substrat.

### En absence d'oxygène
Les micro-organismes anaérobies sont majoritaires et élaborent des composés tels que du méthane, du sulfure d'hydrogène. Ces composés s’accumulent, provoquent des odeurs nauséabondes et certains d’entre eux peuvent entraîner une phytotoxicité lors de l’épandage du compost comme amendement.

## Matières premières
Tous les produits biologiques peuvent être utilisés pour créer du compost : restes de repas, de productions agricoles, algues, etc. Toutefois, certaines choses se décomposent plus difficilement ou demandent quelques précautions.

### Matières vertes, molles et humides (riches en azote)
- Épluchures et déchets de fruits et légumes. Les épluchures de bananes et les agrumes peuvent aller au compost. Contrairement à ce qui se dit régulièrement, ces dernières n'acidifient pas le compost. Incorporées en grandes quantités, les agrumes ralentissent le processus, du fait de leur acidité et des pesticides qu’ils contiennent[3].
- Marc de café avec le filtre en papier. Les pads en papier peuvent être mis au compost. On les déchire d’abord, afin de permettre une décomposition plus facile.
- Sachets et feuilles de thé. Sauf les sachets en matière synthétique qui ne se compostent pas.
- Fleurs fanées
- Tontes de gazon. Elles sont toutefois difficiles à composter. Riches en eau et en azote, elles se tassent facilement, ce qui empêche une bonne circulation de l'air et provoque de mauvaises odeurs. Pour éviter cela, mieux vaut d’abord laisser sécher l'herbe sur place avant de l'incorporer au compost, ce qui permet à l'humidité de s'évaporer, et les ajouter au compost en couches fines alternées avec des matières brunes[3].
- Végétaux frais (feuilles, plantes de jardin, etc.). Certaines feuilles (noyer, chêne, laurier-cerise, etc.) sont plus coriaces et contiennent des tanins qui ralentissent le processus de décomposition. Pour activer leur décomposition, on passe la tondeuse dessus pour les déchiqueter. On peut aussi en faire un tas spécifique et laisser faire la nature pour réaliser un terreau de feuilles (3-4 ans).
- Résidus de récolte du potager (trognons, fanes, pieds fanés, éclaircies…).
- Mousses végétales
- « Mauvaises » herbes. Si elles sont montées en graines, il faut les tremper dans l'eau durant 48 heures avant de les introduire au cœur du compost. Ces graines vont ainsi germer dans le compost (et non dans le jardin), et/ou être détruites par la chaleur du compost. La consoude et l'ortie sont deux bons activateurs de compost. À l’inverse, certaines herbes de type « racines » (chiendent, pissenlit, etc.) sont très résistantes (même jusque 60 °C). Idéalement, on les laisse d’abord sécher avant de les composter.
- Fientes de volailles

### Matières brunes, dures et sèches (riches en carbone)
- Papiers, cartons et tissus cellulosiques. Par exemple les mouchoirs en papier, essuie-tout, feuilles de papier journal où on a épluché des légumes, etc. Toutefois, les parties colorées peuvent contenir des métaux lourds.
- Bois de taille et broussailles. Ils ne se décomposent bien qu'après broyage ou s'ils sont coupés finement.
- Copeaux et frisures de bois. En petites quantités uniquement. On proscrit les bois traités ou peints.
- Paille
- Fleurs fanées, foin
- Tiges et feuilles sèches
- Litières de petits animaux herbivores : lapin, cobaye, etc.
- Emballages avec le label « OK Compost home » [7]
- Écorces broyées

### Fumier
Les fumiers de cheval, lapin, chèvre, etc. sont déjà équilibrés (carbone/azote) et se compostent donc très bien.

### Matières compostables avec précaution
Les coquilles d'œufs et les os peuvent être mis au compost, mais comme ils se décomposent lentement, il est préférable de ne pas en mettre en trop grosse quantité et, si possible, de les écraser au préalable.
Contrairement à certaines croyances, les résineux ne rendent pas le compost acide. Cependant, ils contiennent des inhibiteurs de croissance qui ralentissent ou empêchent la croissance des plantes. Il est donc recommandé de ne pas dépasser une proportion de 10 à 15 % de résineux dans le compost.
Les restes alimentaires cuits doivent être ajoutés en petite quantité et bien enfouis au centre du compost, là où la chaleur est la plus intense. Le pain doit être bien humidifié avant d'être mis au compost.
Les plantes malades ne doivent être incorporées qu'au centre du compost, là où la chaleur est la plus élevée, afin de détruire les pathogènes. Les cendres de feu de bois, riches en potasse, phosphore, chaux et oligo-éléments, constituent un excellent engrais minéral. Toutefois, il est important de les incorporer en petite quantité, soit un maximum de 3 kg/m3 environ.

### Matières non compostables ou à éviter
- Huiles et graisses alimentaires
- Bois de menuiseries et bois traité
- Poussières d'aspirateur
- Matières synthétiques
- Journaux avec couleurs, périodiques illustrés
- Terre et sable (sauf en petites quantités)
- Chiffons et textiles
- Litières et excréments d'animaux domestiques. Vu la présence possible de parasites et de germes pathogènes transmissibles, on évite de les composter à domicile. La température du compost doit absolument être partout supérieure à 55 °C, ce qui est rarement le cas dans un compost de jardin[8].
- Les restes de viandes, de poissons, produits laitiers et les restes de repas cuits : ils peuvent attirer des animaux nuisibles, comme des rongeurs. Ils peuvent dégager des odeurs désagréables lors de leur décomposition et contenir des agents pathogènes qui ne seront pas éliminés lors d’un compostage domestique. Cela peut nuire à l’écosystème d’un bac à compost.
- Les coquilles de fruits de mer et autres coquillages : leur décomposition est plus lente que les autres déchets et nuit à la qualité du produit final.
- Les mégots de cigarette : les filtres des mégots ne sont pas compostables et polluent.
- Les mauvaises herbes et les plantes malades : ces végétaux peuvent contenir des graines ou des spores de maladies qui peuvent survivre au processus de compostage et contaminer, par la suite, le jardin quand le compost sera utilisé.
- Les plantes toxiques comme le thuya ou l’if peuvent contaminer le compost et les plantes qui seront engraissées ;
- Les déchets de jardin traités chimiquement : les résidus de pesticides présents sur ces déchets peuvent nuire à la vie microbienne du compost et contaminer le sol.
- Les cendres de bois traité, de charbon ou de barbecue : elles peuvent contenir des substances toxiques qui peuvent contaminer le compost. Si les cendres sont sans danger, elles peuvent être utilisées pour rendre le compost moins acide[9].
- Les matériaux non biodégradables : le plastique, le verre et le métal ne se décomposent pas. Ils doivent être mis dans une poubelle adaptée à leur nature, pour en faciliter le recyclage.

## Phases successives

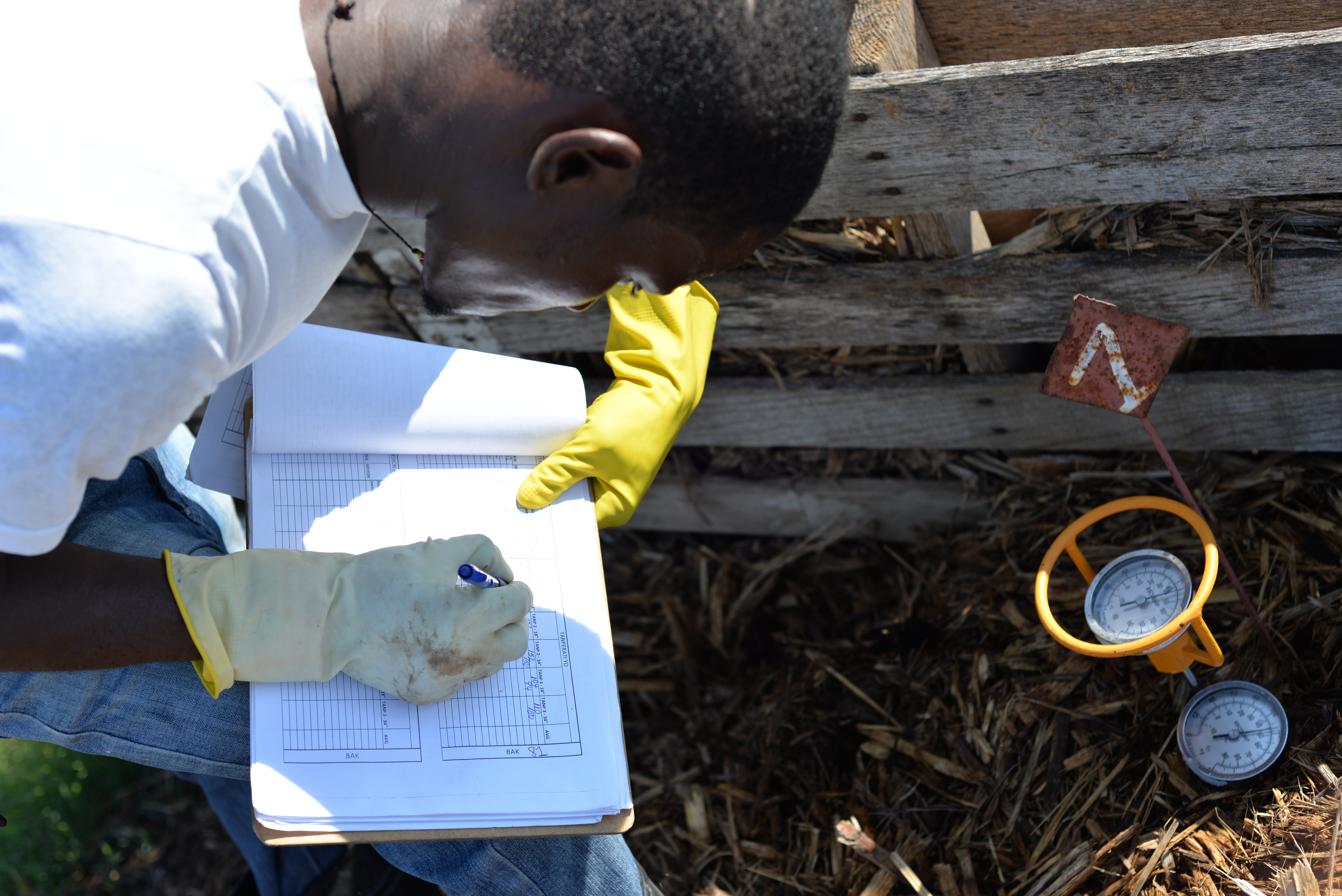
Relevé des températures de compostage par thermomètre de couche dans une installation de Port-au-Prince, Haïti.

Plusieurs phases se succèdent dans le processus de compostage.
Lorsque les quantités de matière mises en œuvre sont importantes, le changement de température du tas permet de suivre l’évolution du compostage, et le suivi de la température du compost permet de distinguer plusieurs phases.
Cette température relativement élevée est recherchée en élevage pour briser le cycle de reproduction des organismes vivants au détriment de la santé du bétail[réf. souhaitée].
La première conduit les matières à l’état de compost frais ; c’est une dégradation aérobie intense. La seconde phase est une dégradation moins soutenue, elle va transformer le compost frais en un compost mûr, riche en humus.
Si le tas est de petite taille, la chaleur produite par les micro-organismes impliqués dans le compostage est facilement évacuée et la température varie peu.

### Mélange et aération
Lors du dépôt de matières organiques, il est important d’aérer et d’homogénéiser le compost, pour en favoriser la décomposition ou en empêcher le pourrissement (méthanisation) ; cette opération peut être réalisée au moyen d'une fourche ou de tiges aératrices destinées à cet usage, mais également de manière passive par l'ajout de matière sèche.
Les odeurs dégagées sont des indices sur la bonne aération du compost, si des odeurs désagréables d'ammoniac et de méthane surviennent, c’est dû à un manque d’entretien et d’aération,.

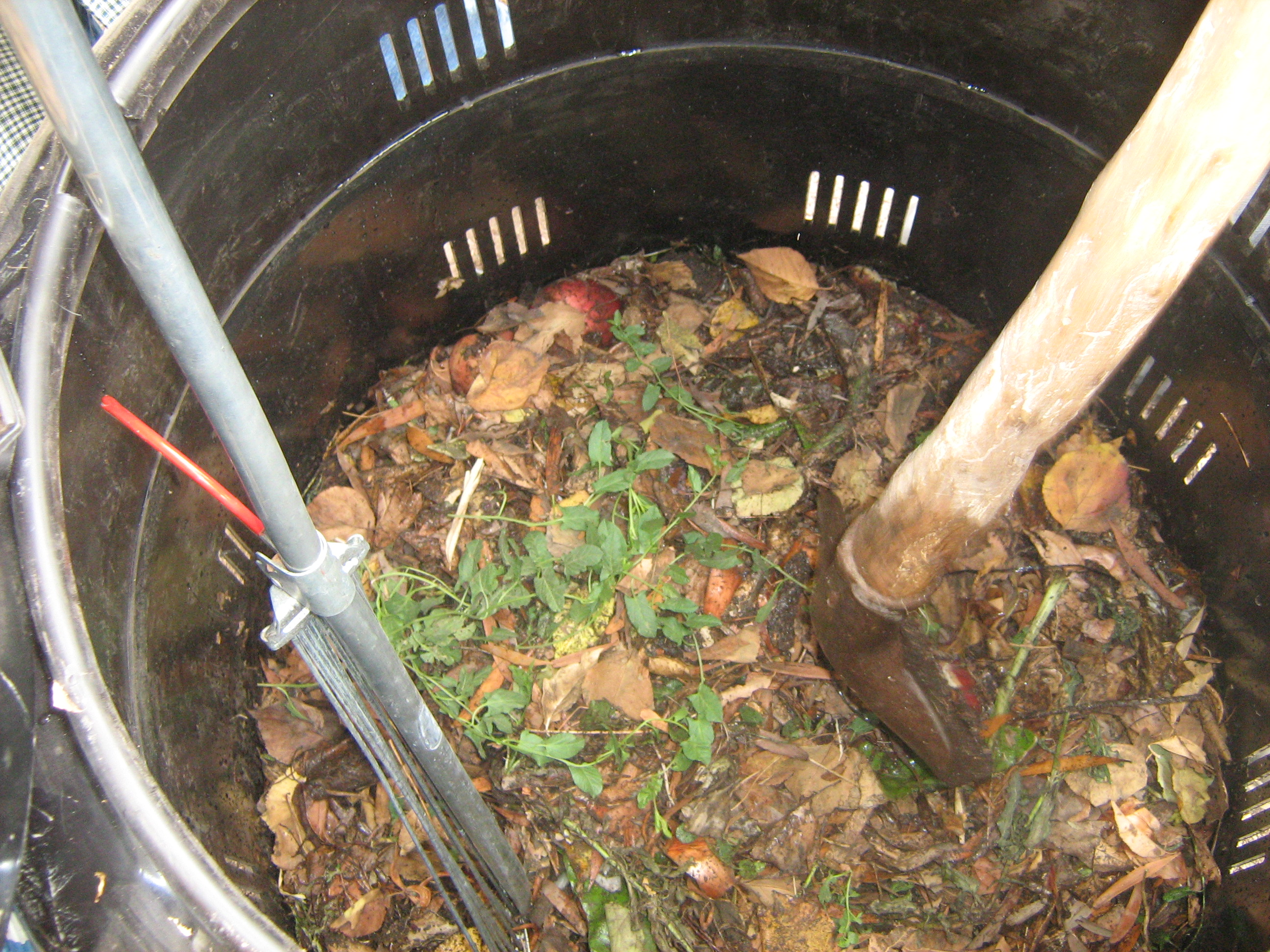
Compostage.

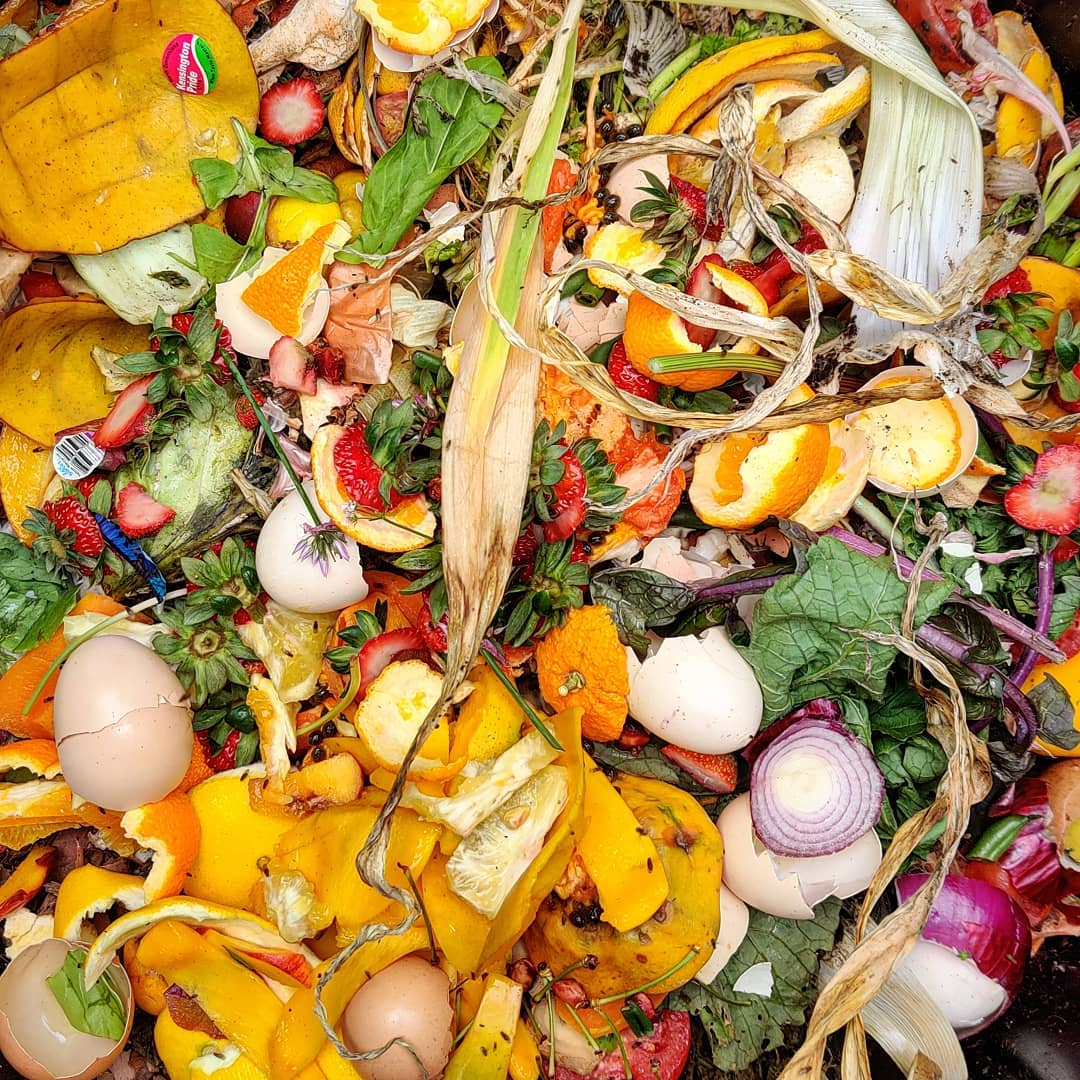
Compost au départ. Décembre 2019.

Le mélange et l’aération sont des paramètres essentiels de la dynamique du compostage. L’urine se révèle aussi un bon activateur des micro-organismes du compost pour sa teneur en azote, lorsqu’il fait défaut.[citation nécessaire]
Le processus de compostage peut même être ralenti ou même stoppé lorsqu’il manque d’aération ou si son équilibre est perturbé. Le compost est un écosystème vivant qui repose sur l’action des micro-organismes. Sans oxygène, ces bactéries et champignons responsables de la décomposition étouffent et le processus ralentit drastiquement. Le compost peut donc fermenter et dégager des odeurs désagréables lorsqu’il manque d’aération.
Un bon compost doit contenir environ deux parts de matières brunes pour une part de matières vertes. Ce ratio assure une décomposition rapide tout en évitant les mauvaises odeurs et les excès d’humidité,.

#### Matières compostables
Tous les types de sous-produits et de déchets organiques peuvent être compostés (plus ou moins bien) : déchets de cuisine, sous-produits de jardin, déchets de maison, mais aussi certains déchets et sous-produits de l’industrie agroalimentaire, les boues d’épuration, des fumiers ou des effluents d'élevage, des digestats de méthanisation.
Les produit carnés nécessitent un compostage particulier avec une montée en température pour permettre leur transformation complète et limiter le développement de germes pathogènes,.

### Dégradation

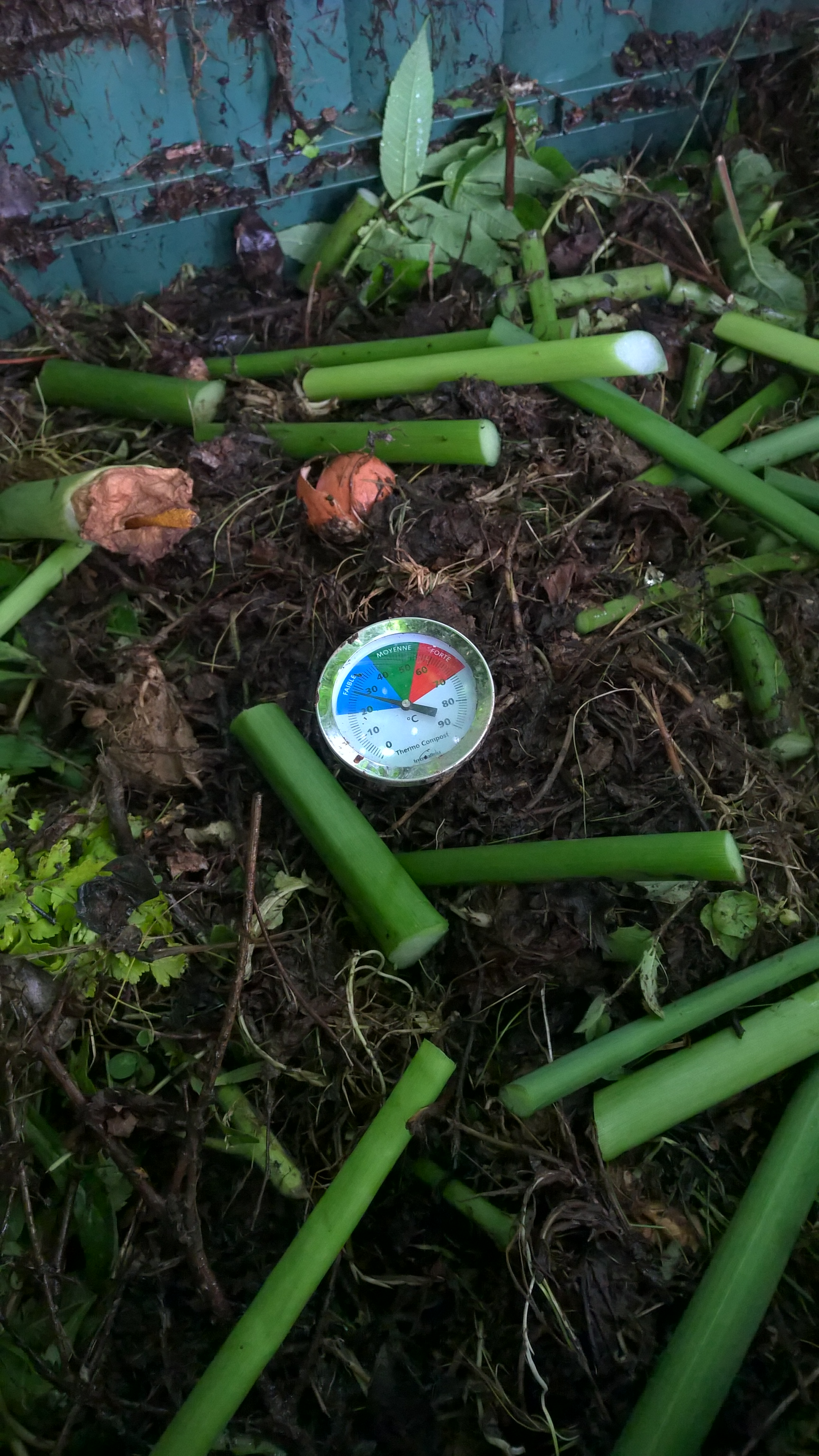
Plages de température selon l'activité biologique dans le compost.

Pendant la phase de dégradation, la température augmente car il y a une forte activité biologique. Les composés les plus dégradables tels les sucres, les acides aminés libres et l’amidon sont d’abord consommés.
La décomposition de la matière organique fraîche se fait sous l'action de bactéries et champignons, dont l’activité fait augmenter la température jusqu'à 50 à 70 °C.
La température monte rapidement pour atteindre 40 à 45 °C à la suite de la respiration de micro-organismes mésophiles aérobies.
La respiration élève ensuite progressivement la température jusqu'à 60 à 70 °C, ce qui conduit au remplacement des micro-organismes mésophiles par des thermophiles et des thermotolérants.
La phase de dégradation voit le volume du compost diminuer par minéralisation de la matière organique en CO2, et par des pertes d’eau importantes par évaporation.[citation nécessaire]
La dégradation est souvent appelée « fermentation » (par exemple dans la réglementation française) ; mais cette appellation n’est pas scientifiquement correcte[réf. souhaitée], car les fermentations au sens strict se déroulent en milieu anaérobie.
Le contrôle de la température du tas par un thermomètre de couche permet d’observer l’évolution de la température au cœur du compost. La température permet de confirmer l’activité qui y règne. Si la température est trop élevée, il est utile d’aérer le compost ; si elle est trop basse, il est utile de rajouter de la matière organique fraîche (épluchures de légumes, herbe tondue…) et si nécessaire de l’activateur de compost afin de redynamiser l’activité des bactéries. Un bâton enfoncé au centre du tas permet d'effectuer ce contrôle : s’il est chaud et humide, le processus fonctionne bien ; s’il est froid et sec, il faut ajouter de l’eau et de la matière verte ; s’il est froid et détrempé, il faut ajouter de la matière brune et l’aérer davantage ; s’il dégage une odeur d’ammoniaque, ajouter de la matière carbonée.
Le contrôle de l'humidité peut s'effectuer en en serrant une poignée : si du liquide s’en échappe, c’est qu’il est trop humide, si en revanche la poignée est friable, très sèche et contient peu de matière noire, c’est qu’il est trop sec ; des perles d’eau commencent traduisent un bon taux d’humidité.

### Maturation

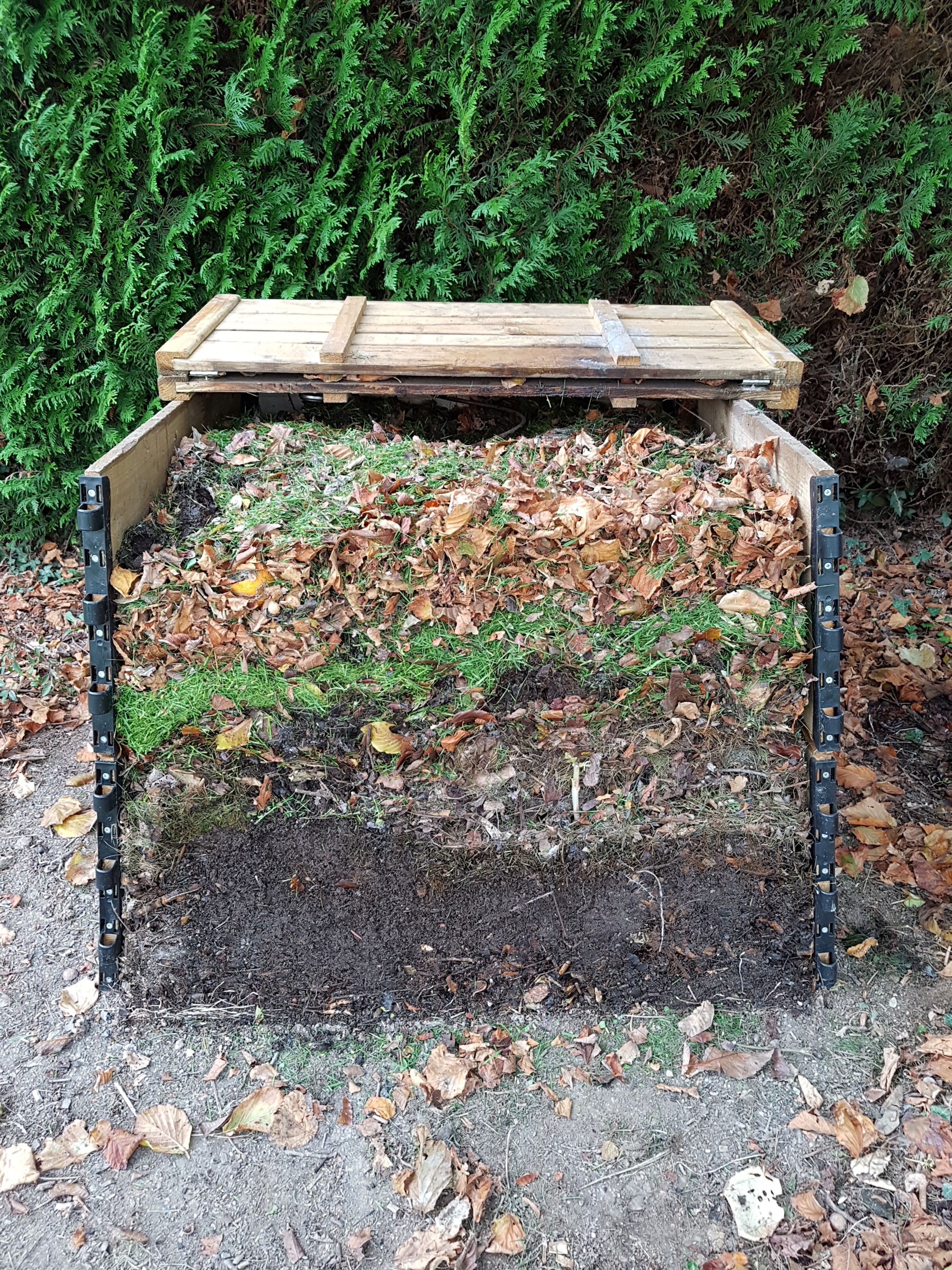
Différentes étapes de maturation dans un composteur domestique.

Pendant la phase de maturation, la température diminue. Après la phase dégradative, la quantité de matière facilement utilisable par la microflore s'est déjà raréfiée. On assiste alors à la disparition des micro-organismes thermophiles au profit d’espèces plus communes et de nouvelles espèces mésophiles. Au fur et à mesure la température décroît, et ce pendant une longue période de mûrissement, pour se stabiliser au niveau de la température ambiante. Le compost entre dans une phase de maturation constructive, pendant laquelle apparaissent lentement des éléments précurseurs de l’humus.
Il est important que le compost soit mûr pour l’utiliser, car un compost immature ne peut être utilisé qu’au pied d'arbres adultes mais surtout pas sur le potager, jeunes arbres ou arbustes, car il risquerait de « brûler » les jeunes plantes.
La transition entre chacune des phases citées précédemment résulte d’une évolution continue. Il n’y a pas de frontière marquée entre les espèces mésophiles et thermophiles. Chaque espèce possède une gamme de températures vitales avec un optimum au milieu.

#### Identification de la maturation du compost
Le compost mûr ressemble à du terreau : il en a la couleur sombre, la texture légère ; on n’y reconnaît plus les déchets qui ont servi à le constituer. Son odeur est normalement agréable, relativement douce (odeur d’humus, de sous-bois).
Un compost immature est brun clair ou verdâtre. Son odeur est souvent celle du chou, de la pomme de terre ou de l’oignon, et peut parfois être très forte. Il contient encore des bouts de feuilles, de morceaux d'épluchures, car il n’a pas été entièrement dégradé. Si le compost immature semble stagner dans son état, il est utile de le remélanger afin d’en accélérer le processus de compostage, et si besoin de l’humidifier, tout en le mélangeant à la fourche légère. En effet, ce sont les macro-organismes (principalement les vers de compost) qui terminent la maturation. Si leur milieu de vie devient trop sec, ils l’abandonnent ou dépérissent.
Le « test du cresson » permet de savoir si le compost est suffisamment mûr. Il consiste à faire germer des graines de cresson dans du compost (plante qui germe très vite). Si les plantules dépérissent une fois germées, c’est que le compost est encore trop riche en azote et brûle les racines.

#### Facteurs influençant la vitesse de fermentation et de maturation
Le procédé de compostage varie dans sa durée selon plusieurs facteurs comme :
- la température extérieure ;
- l’humidité ;
- la teneur en oxygène ;
- la taille plus ou moins fine des déchets ;
- le volume et l’épaisseur du tas ;
- le rapport et l’équilibre carbone/azote des apports ;
- la nature des biodéchets ;
- la fréquence et la qualité du brassage ou le nombre de retournements nécessaires.

## Biodiversité du compost

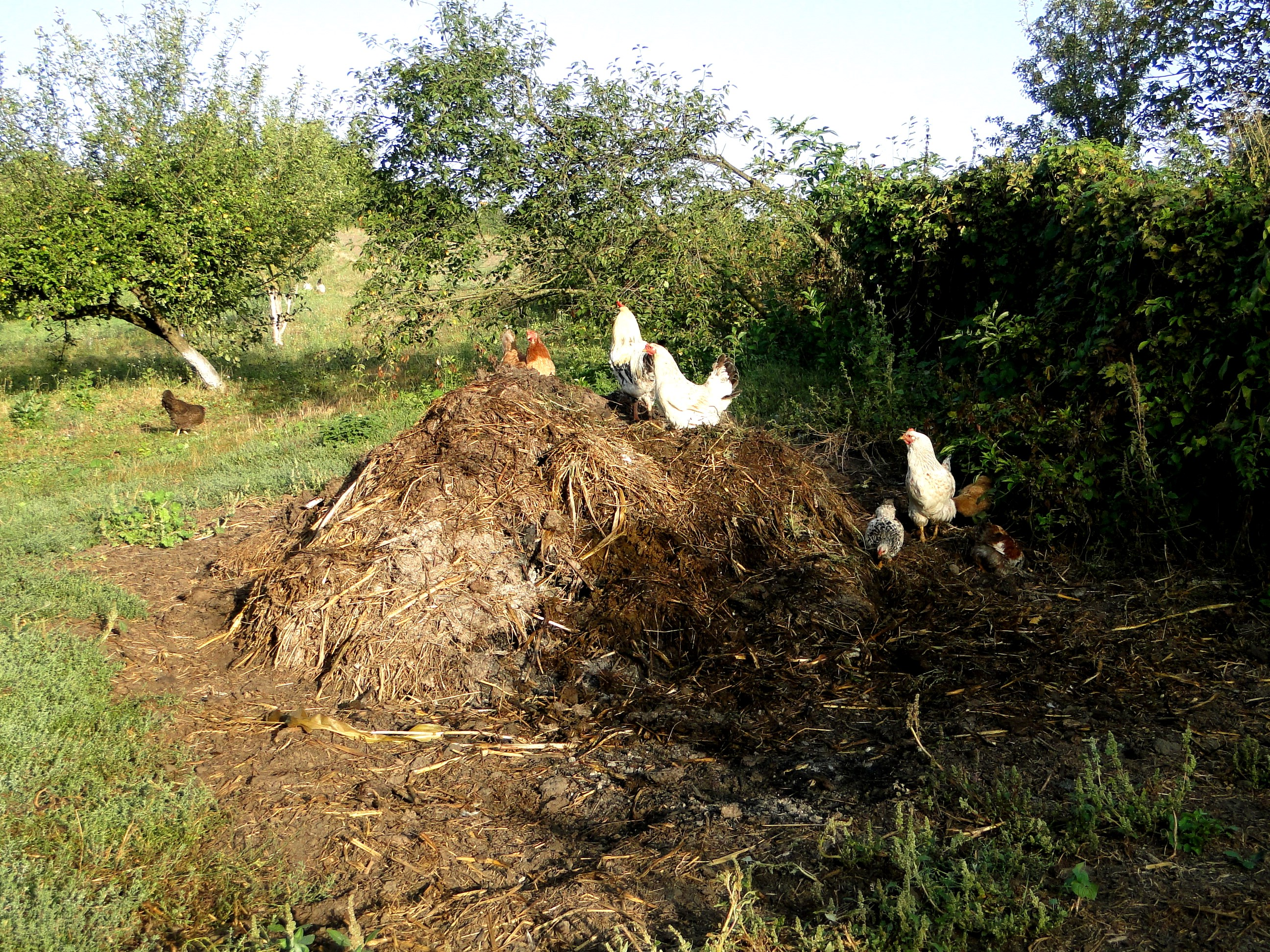
Compost avec des poules en Ukraine. Septembre 2023.

Le compostage est rendu fonctionnel grâce aux êtres vivants qui l’occupent et qui rendent ainsi un service écosystémique à l’humain dans le traitement de ses déchets. La variété de rôles, tailles, taxons et abondances des êtres vivants fait du compost un écosystème propice à l’observation du vivant.
En lien avec cette possibilité d’observation, on distingue parmi les organismes composteurs, d'une part les micro-organismes, observables au microscope, et d'autre part les macro-organismes, observables à la loupe binoculaire ou à l'œil nu,.

### Micro-organismes
Différents micro-organismes influent sur le processus.

#### Bactéries
De tailles et de formes variables, souvent filamenteuses, elles sont présentes dans les déchets organiques dès le début du processus. Elles restent actives durant tout le compostage et particulièrement à haute température. On compte 5 à 7 milliards de bactéries dans une poignée de compost.

#### Champignons
Les champignons agissent sur les matières qui résistent aux bactéries. Mais ils ne survivent pas au-delà de 50 °C. On les retrouve donc surtout en périphérie du compost où la température est plus fraîche. Ils sont les seuls à pouvoir travailler dans le compost plus sec. Certains champignons vont secréter des antibiotiques et notamment de la pénicilline qui peuvent limiter l’action des bactéries. C’est pour cela que certains composts limitent l’apport en agrumes qui sont principalement dégradés par les champignons.[réf. nécessaire]

#### Actinomycètes
Ils agissent plus tardivement que les bactéries et champignons, et se multiplient moins rapidement. Ils sont spécialisés sur les structures plus résistantes, comme la cellulose, l’hémicellulose, et la lignine (qui sont les constituants du bois).

### Macro-organismes

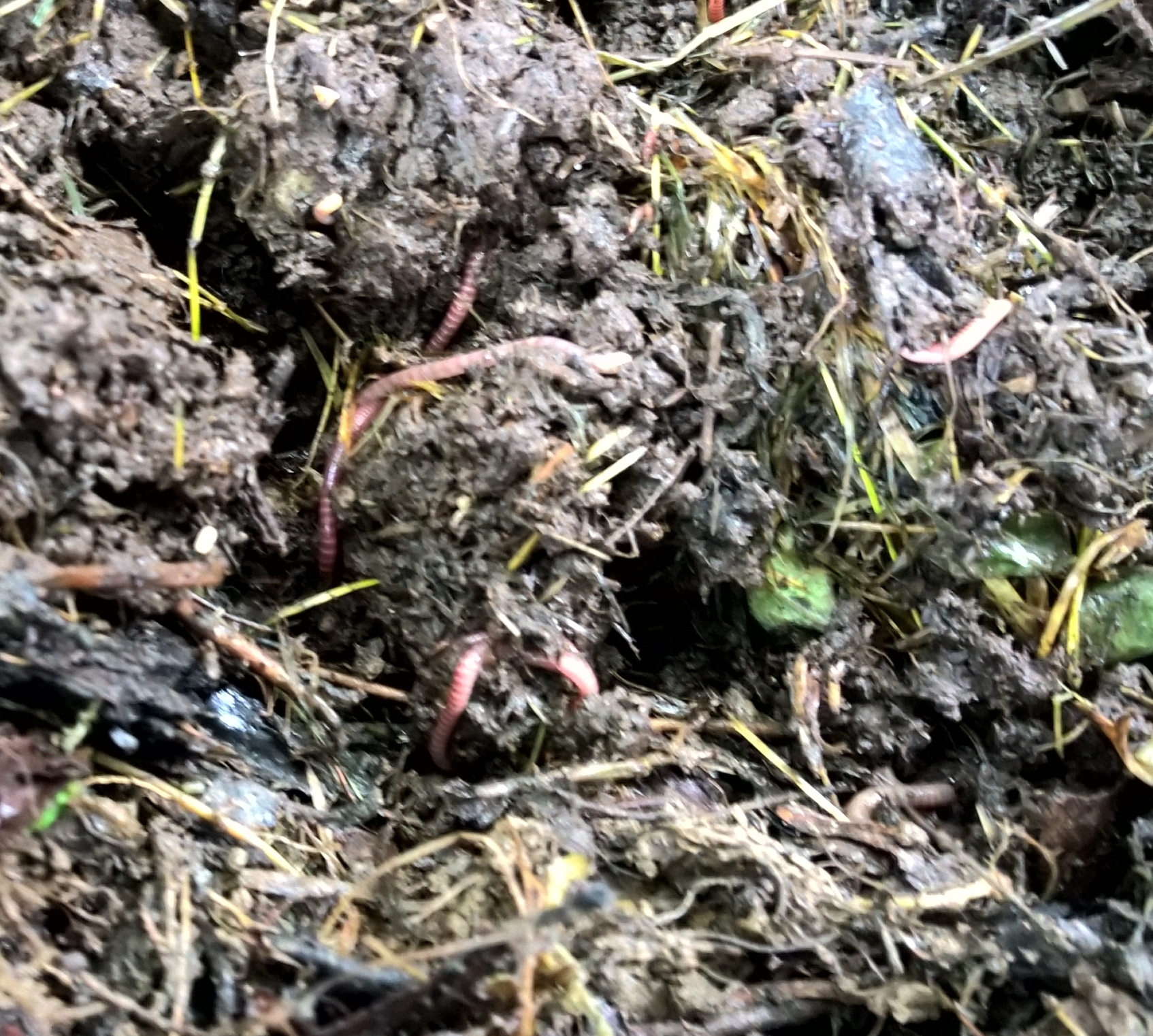
Vers de compost - Rouges (longueur 5 à 10 cm) nombreux dans le compost en maturation.

#### Annélides: vers de compost et lombricompostage
Les vers du compost agissent au début du processus sur des éléments peu décomposés, après la phase thermophile. Il s’agit surtout de l'espèce Eisenia andrei (ou Eisenia fetida), ver du fumier, espèce épigée et non de lombrics (espèce anécique). Ces vers rouges intègrent un mélange de débris organiques et leurs excréments constituent un milieu idéal pour les activités microbiologiques du compost qui conduisent à l’élaboration du compost mûr. Ils vivent idéalement entre 15 et 25 °C, ce qui correspond à un stockage du récipient de lombricompostage à l’intérieur des habitations.
D'autres espèces sont parfois utilisées : Eisenia hortensis, Eudrilus eugeniae, Lumbricus rubellus, mais elles se reproduisent moins vite que l’espèce Eisenia andrei.

#### Arthropodes: insectes, acariens, collembole, cloportes…

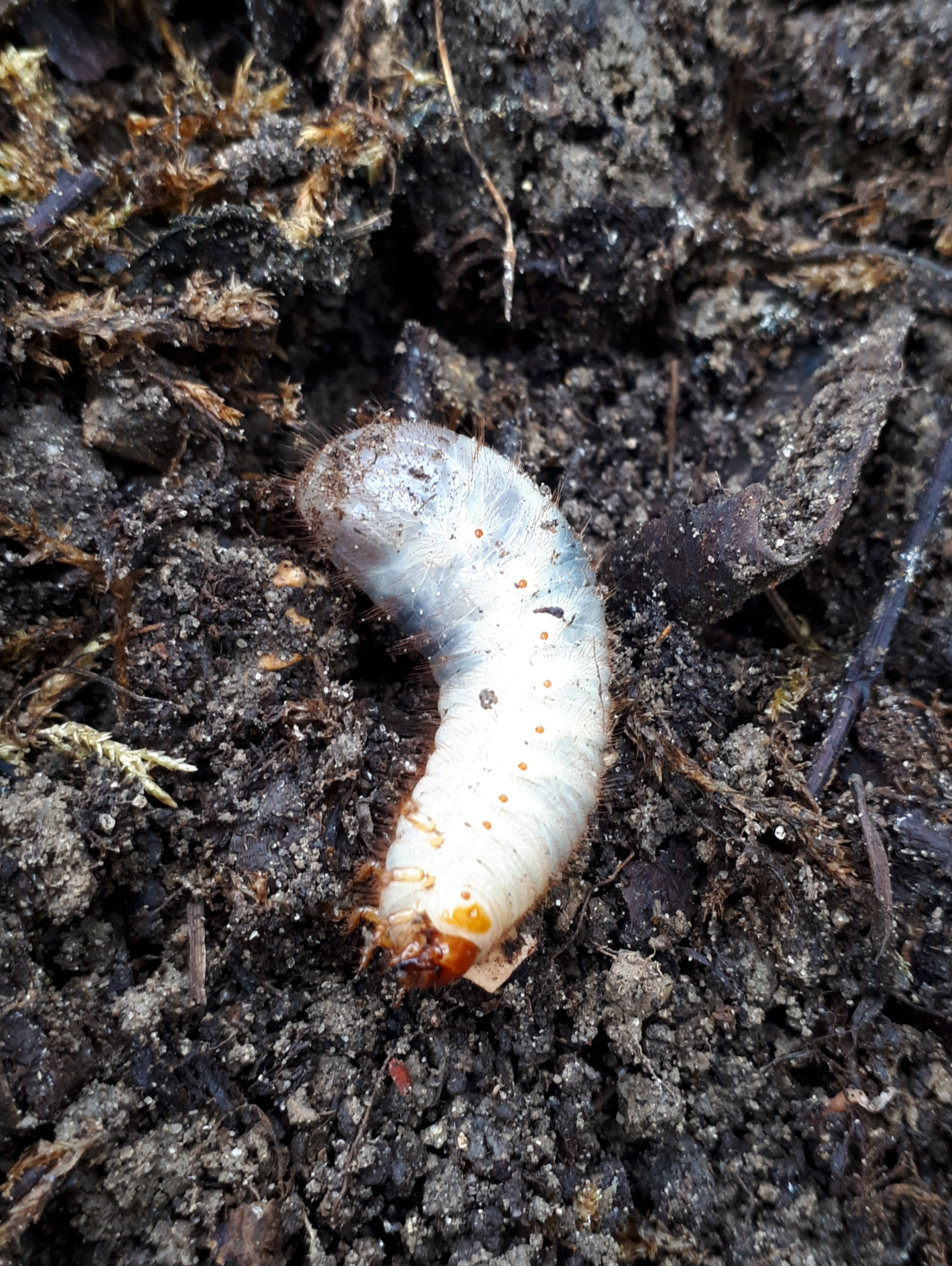
Larve de cétoine dans le compost.

Des larves blanches mélolonthoïdes peuvent être trouvées dans le compost. Ce sont souvent des larves de cétoine dorée, un coléoptère d’aspect vert métallisé. Elles recyclent les matières organiques, de la même façon que les vers rouges et participent à l’amélioration du compost. Les larves ne s’attaquent pas aux racines de plantes, au contraire des larves du hanneton, et ne présentent donc pas de danger pour l’utilisation du compost au jardin.
Les myriapodes (scolopendres, polydesmes, géophiles…) ont plusieurs types de régimes alimentaires avec des décomposeurs comme les polydesmes et des prédateurs comme les géophiles.
Certains diptères pondent leurs larves dans le compost comme les mouches soldats par exemple.
De nombreuses espèces d’araignée sont présentes sur le compost et chassent les autres habitants de cet écosystème comme de petites espèces de Linyphiidae.
Certaines espèces sont des bioindicateurs de la qualité des sols ou des composts.

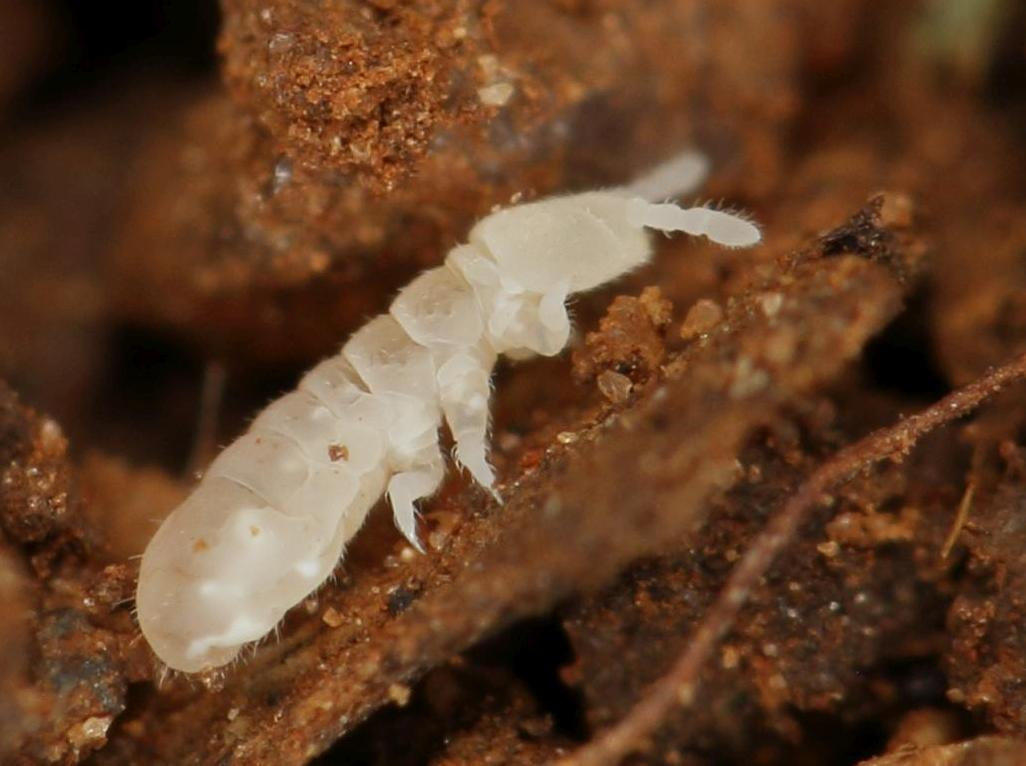
Exemple d'un collembole de l’ordre des Poduromorpha pouvant être présent dans un compost.

Les collemboles sont de petits insectes souvent blanchâtres sensibles à la pollution aux métaux lourds, leur présence est signe de la bonne santé d’un compost,. Ils se nourrissent notamment des champignons dégradant la matière organique,.
Les cloportes sont des crustacés qui sont des bioindicateurs de la bonne humidité d’un composteur.

#### Gastéropodes: escargots et limaces
Il arrive de trouver dans les composteurs des limaces et escargots, qui sont principalement herbivores et pour certains détritivores. La bave de ces animaux est investie par des micro-organismes.

#### Rongeurs et insectivores

Une souris est surprise dans le composteur.

Le compost peut être utilisé comme habitat et source d'alimentation par des rongeurs (souris, campagnols, mulots, etc.) ou des musaraignes. Leur présence n’est pas néfaste, mais ils sont généralement peu désirés par les utilisateurs du compost.
Il est possible de restreindre leur présence avec une grille de fond dans le composteur, et en prenant soin de maintenir le compost fermé.
D’autres animaux plus gros comme des hérissons ou des orvets peuvent bénéficier de la forte concentration de biodiversité du compost.

## Produit final: le compost

### Variations de la composition
La composition finale d’un compost dépend de plusieurs paramètres, dont les déchets qui ont servi à le fabriquer, la conduite du processus de compostage, la maturité du compost. En 2006, l’audit de cent plateformes de compostage en France métropolitaine a été réalisé sur commande de l’Agence de l'environnement et de la maîtrise de l'énergie (ADEME). Les résultats d’analyses montrent les compositions moyennes suivantes pour les paramètres agronomiques :
| Paramètre                         | Compost de déchets verts | Compost de boues d'épuration et déchets verts |
| --------------------------------- | ------------------------ | --------------------------------------------- |
| MS (% MB - matière brute)         | 59                       | 65                                            |
| MO (% MS)                         | 46                       | 52                                            |
| Azote total (N) (% MS)            | 1,5                      | 2,3                                           |
| Phosphore (exprimé en P2O5) (%MS) | 0,6                      | 3,4                                           |
| Potasse (K2O) (%MS)               | 1,4                      | 0,9                                           |
| Magnésie (MgO) (%MS)              | 0,7                      | 0,7                                           |
| Chaux (CaO) (%MS)                 | 7,8                      | 8,8                                           |
| pH                                | 8,4                      | 7,6                                           |

Pour les traces métalliques, les compositions moyennes suivantes ont été mesurées :
| Élément             | Compost de déchets verts | Compost de boues d'épuration et déchets verts |
| ------------------- | ------------------------ | --------------------------------------------- |
| Arsenic (mg/kg MS)  | 5,6                      | 2,1                                           |
| Cadmium (mg/kg MS)  | 0,5                      | 0,9                                           |
| Chrome (mg/kg MS)   | 18                       | 29,5                                          |
| Cuivre (mg/kg MS)   | 50                       | 197                                           |
| Mercure (mg/kg MS)  | 0,2                      | 0,7                                           |
| Plomb (mg/kg MS)    | 60                       | 87                                            |
| Nickel (mg/kg MS)   | 12                       | 20                                            |
| Sélénium (mg/kg MS) | < seuil de détection     | 0,62                                          |
| Zinc (mg/kg MS)     | 145                      | 385                                           |

### Niveau de décomposition recherché
Plus ces facteurs font l’objet de contrôles rigoureux, plus le procédé est rapide. La durée du procédé varie selon le niveau de décomposition désiré pour le produit fini.

### Durée du processus

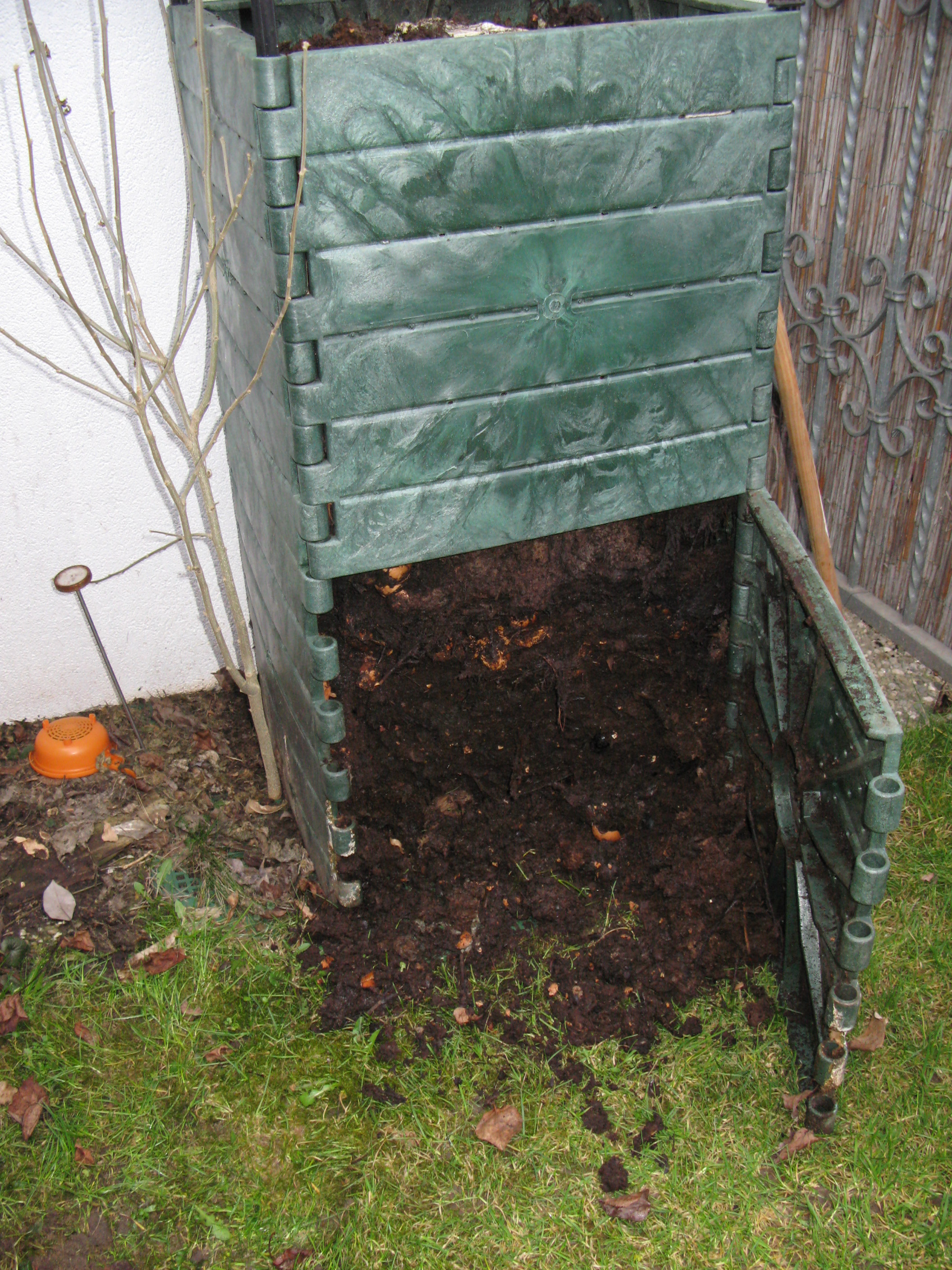
Compost de deux ans d'âge dans un composteur domestique.

Un produit immature n’exige qu'un mois de préparation tandis qu'un compost mature peut exiger de six mois à un an de séchage. Toutefois, une méthode existe et qui permet d’obtenir un compost prêt à la culture de courges ou de tomates, mais d’aspect grossier, en moins d’un mois : le compost Berkeley.
À l’inverse, si la composition n’est pas optimale, ou si le compostage est mal suivi, les tas de détritus organiques dégagent une odeur nauséabonde et mettent au mieux deux ou trois ans pour donner une matière utilisable.

### Rendement
Trois kilogrammes de déchets compostables produisent environ un kilogramme de compost. La réduction de volume du tas suit les mêmes proportions, puisqu’au final il aura perdu les deux tiers du volume initial. Cette perte de volume commence dès les premiers jours suivant la mise en tas. Elle est à attribuer au compactage sous le propre poids du compost et à la perte de structure de la matière. La transformation de la matière carbonée sous forme de dioxyde de carbone (CO2) volatil et l’évaporation de l’eau constituent les autres causes de perte de volume.

### Composition idéale

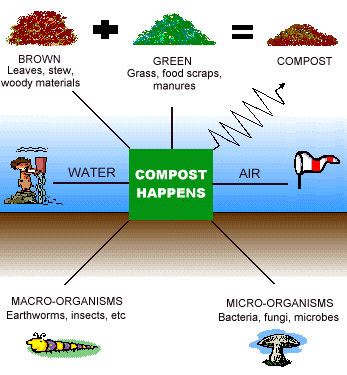
Formation du compost (principes) : brun + vert + eau + air + macro-organismes + micro-organismes = compost.

La réussite du compost nécessite la présence de deux types de déchets fermentescibles :
- les déchets carbonés ou déchets secs ;
- les déchets azotés ou les déchets humides.

Il est important de mélanger les déchets pour un compost de qualité. En principe, il faudra introduire 20 à 30 fois plus de carbone que d'azote. Attention, cette proportion correspond aux éléments chimiques, pas à la quantité de déchets ! En pratique, il faut mélanger une à deux parts de matières azotées pour une part de matière carbonée.
Les chaînes carbonées sont utilisées par les organismes comme source d'énergie et produire du CO2 et de la chaleur. Pour leur croissance, ils utilisent les composants azotés du compost pour la synthèse protéique.

## Types de composts
De nombreux facteurs permettent de catégoriser des composteurs de différentes manières.
Le compostage peut être réalisé dans des composteurs à l’échelle d'un foyer, de quelques foyers ; à une plus grande échelle il est possible de le pratiquer sur des parcelles de terres agricoles pour convertir les fumiers, ou encore dans des plates-formes pour convertir les déchets ménagers et les chutes de biomasse.

### Compostage en vrac

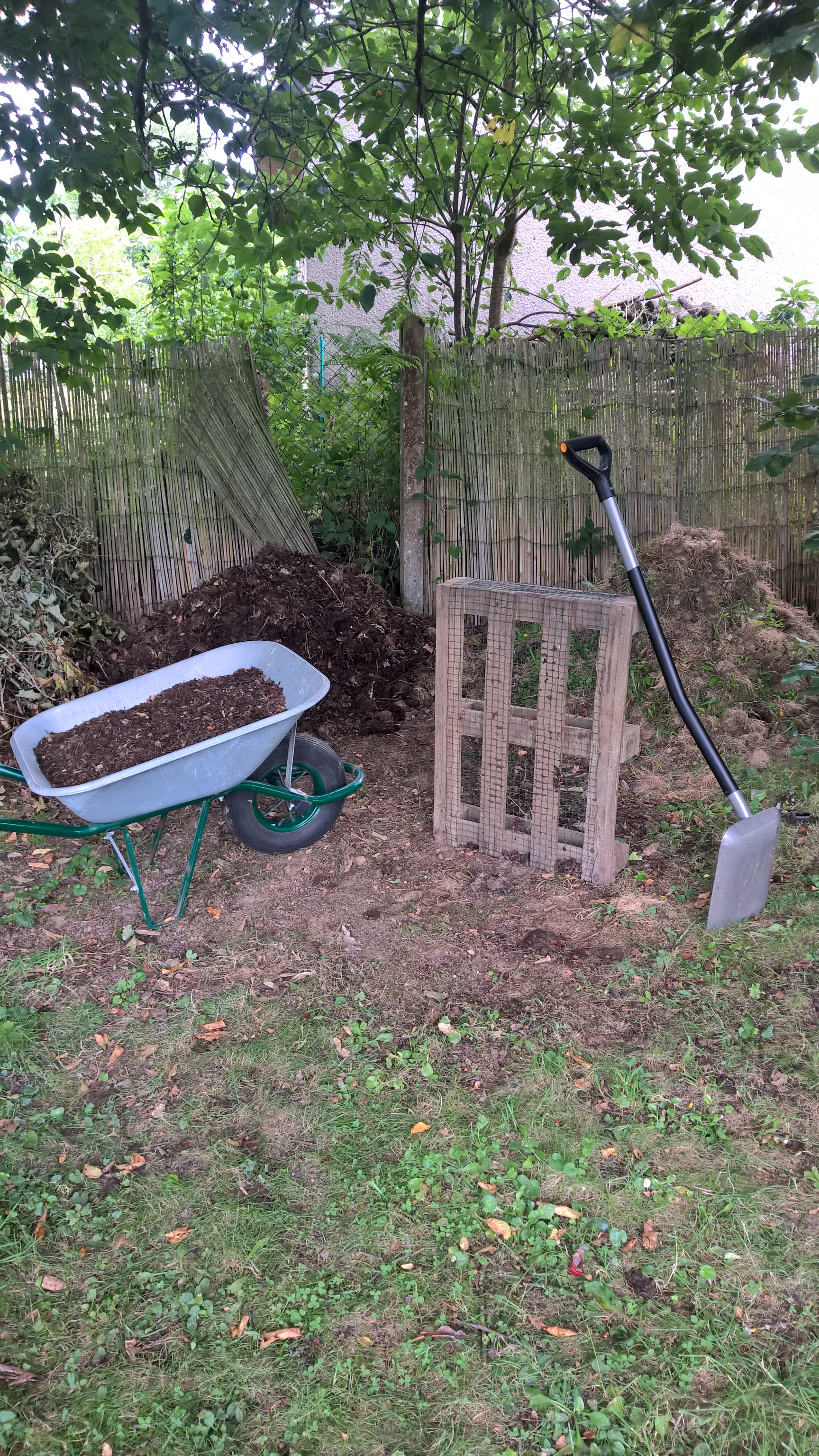
Compost en tas et tamis.

Le compostage en vrac consiste à simplement rassembler les déchets organiques en tas dans des composteurs. Il permet de transformer la plupart des déchets biodégradables des ménages, soit environ 30 % des déchets domestiques : déchets alimentaires (coquilles d’œufs ou de fruits à coque broyés), épluchures, déchets de jardinage (tontes de pelouse, feuilles, branches fines, paille), papier, carton et bois (non traités).
Les proportions des différentes matières incorporées doivent permettre de maintenir un milieu aérobie pour le compostage. Ainsi, un équilibre est à trouver entre matières sèches et structurantes (bois, feuilles) et matières humides ayant tendance à se tasser (épluchures).
Afin d’assurer un processus de compostage de qualité, il peut ne pas être nécessaire de brasser son tas de compost si les micro-organismes accèdent déjà à l’oxygène (par exemple si le tas n'est pas sous le niveau du sol),.

### Compostage électromécanique
Un composteur électromécanique est un appareil de fermentation aérobie équipé d’un système de brassage électromécanique, destiné à accélérer le cycle de compostage. Ces appareils sont apparus en France au milieu des années 2000, dans le cadre d’expérimentations en cantines scolaires. Il se développent significativement dans l'hexagone depuis 2018, stimulés par la réglementation. Les machines peuvent être équipées d’un système de chauffage piloté à distance, pour garantir l'hygiénisation. Elles nécessitent l'apport d’un structurant végétal et une phase de maturation d’environ deux mois. Le cycle complet serait de deux mois et demi, d’après l’un des fabricants d’électro composteurs présents sur ce nouveau marché. Dans son étude publiée en 2020, l'Ademe estime que « ce matériel peut être opportun dans des zones d’habitat dense ».

## Organisation

### Compostage individuel
Chaque foyer peut être équipé de moyens de composteurs individuels.

### Compostage collectif
Des équipements de compostage collectifs peuvent être mis en place à l'échelle d’une résidence ou d’un quartier, notamment dans les endroits où les habitants ne peuvent pas avoir de composteurs chez eux,.
Ces initiatives nécessitent l’adhésion des ménages concernés, et permettent de réduire les déchets à traiter par la collectivité, de créer du lien social et de produire du compost qui sera utilisable par les particuliers ou pour les plantations communautaires.[réf. nécessaire] De telles actions peuvent être mises en place aussi bien en milieu urbain (exemple de la communauté d’agglomération Chambéry métropole) qu’en milieu rural (communauté de communes du canton de Monestier-de-Clermont).
Le compostage progresse en milieu urbain. À Paris, les apports des participants au compostage collectif de proximité (1 % des foyers parisiens en 2019) sont estimés à 30 kg/hab/an,.
Le 9 avril 2018, un arrêté ministériel réglemente la situation juridique des composteurs de proximité. Selon Zéro Waste France, ce nouveau texte permet que ces sites soient exemptés d’agrément sanitaire, une personne responsable doit être par ailleurs désignée pour contrôler la bonne gestion du composteur.

### Compostage organisé ou industriel
Le compostage organisé ou industriel désigne les méthodes de compostage dans lesquelles la production de compost et son acheminement à l'utilisateur final sont organisés par une organisation indépendante, typiquement une municipalité.

#### En France
Au lendemain de la Seconde Guerre mondiale, la France recourt fortement au compostage de ses déchets et à l'utilisation du compost par les agriculteurs environnants, à l'instar des gadoues tirées des eaux usées. Les engrais chimiques sont en effet encore rares et chers. Ce n'est que dans les années 1970 que l'incinération des déchets s'impose au détriment du compostage, le renchérissement des prix de l'énergie subséquent aux chocs pétroliers renforçant incitant à la production d'électricité en usines d'incinération.
En région parisienne plus spécifiquement, le compost et les gadoues produites par les habitants ont même été massivement évacuées jusque dans les vignes de Champagne jusqu'au début des années 1980, avant que la dégradation progressive de la qualité du compost (pollution plastique notamment) et l'augmentation des prix du fret ferroviaire SNCF condamne cette pratique. La municipalité de Paris a mis en place un plan d’action sur la valorisation des déchets organiques dans le cadre de la stratégie « Zéro déchet » pour la période 2016-2020. Le plan prévoit une stratégie de développement de compostage individuel et organisé. Les objectifs sont de 500 sites de compostage domestique dans l'habitat collectif d’ici 2020, et de 400 sites de compostage domestique dans les équipements publics d'ici 2020.
C'est à Lyon que le compostage industriel est le plus développé en France dans les années 2020 avec la mise en place expérimentale d'un réseau de collecte des déchets organiques sous la forme de bennes à compost installées sur la voie publique dans plusieurs arrondissements dès 2021. Le tri à la source des déchets biologiques est devenu obligatoire en 2024 dans l'Union européenne, et cette solution de collecte a donc été généralisée à l'ensemble du territoire du Grand Lyon grâce à l'installation de 1400 bornes.
À Nantes, un autre projet de collecte des déchets organiques en vue d'un compostage est organisé par l’association la Tricyclerie, la collecte se faisant en tricycle à remorque.

### Compostage professionnel
Il existe des sites de compostages industriels.
Il est possible de composter des effluents d'élevage agricole (fumier, fientes, crottin), seuls ou en mélange avec des matières végétales broyées. Le compost obtenu peut être commercialisé s'il répond aux contraintes de la norme NF U44-051. Sur les plateformes de compostage qui traitent des quantités importantes de déchets, les principales matières organiques utilisées sont : des déchets verts broyés provenant de la taille des végétaux, des boues d'épuration urbaines ou industrielles (boues de papeteries, d'industries agroalimentaires par exemple), et la fraction fermentescible des ordures ménagères, triée à la source ou séparée des ordures ménagères « brutes » par tri mécano biologique.
D'autres déchets biodégradables d'origines diverses peuvent entrer en compostage : digestats de méthanisation, rafles de raisin, poussières végétales, etc. Tous ces déchets ne sont pas forcément intégrés dans la fabrication du compost ; la « recette » utilisée dépend des possibilités d'approvisionnement locales, des choix de l'exploitant du site, ou des contraintes réglementaires. Par exemple, en France la norme NF U44-095 précise une liste fermée d'effluents industriels pouvant servir à la fabrication de compost normalisé, et la norme NF U44-051 n'autorise, pour chaque type d'amendement organique produit, qu'une liste fermée de matières premières.
Sur une plateforme de compostage, les différentes étapes mises en œuvre sont :
- le mélange des différents constituants du compost ;
- la phase de dégradation (aussi appelée « fermentation »), pendant laquelle le mélange est aéré. L'aération peut se faire par retournement du tas, ou bien au moyen de dispositifs statiques, par exemple des rails d'aération sous le compost par lesquels est insufflé de l'air dans le mélange. Cette phase peut durer de 3 à 12 semaines, et voit la température du tas augmenter rapidement puis diminuer progressivement ;
- la phase de maturation, pendant laquelle le compost est stocké en tas, en étant peu ou pas aéré ;
- une étape de criblage, éventuellement située entre la « fermentation » et la maturation, permet de séparer une fraction fine (le compost) d'une fraction grossière (le refus de criblage), réintégrée en début de compostage.

## Utilisations

### Économie
Le compostage permet de valoriser les sous-produits de l'élevage, la biomasse ou les déchets organiques d'origine ménagère en un produit naturel, stabilisé, semblable à un terreau, riche en composés humiques et minéraux,,.
Le compostage permet de traiter une partie des biodéchets produits, notamment dans les pays en développement.
Cela permet de limiter les apports à la déchèterie de grands volumes de déchets végétaux, et d’éviter aussi de jeter les déchets organiques à la poubelle des ordures ménagères. Ainsi, valoriser les déchets organiques en compost permet de préserver l'environnement en réintégrant les cycles de la matière dans la gestion de nos déchets. La commune de Woluwe-Saint-Pierre espère économiser 50 000 € par an sur la facture de prélèvement des déchets.
Certaines entreprises se développent grâce au traitement des déchets par compostage.

### Agriculture
Le compost peut être utilisé en agriculture, notamment en grandes cultures, maraîchage et sur prairies. Son atout est que les éléments nutritifs absorbés par les plantes retournent dans le sol, ce qui permet d’éviter leur appauvrissement (amendement du sol en éléments fertilisants tels que l’azote, le phosphore, le potassium…) et donc de maintenir une durabilité des récoltes. L'utilisation de compost en agriculture permet de favoriser la biodiversité tout en rendant les sols plus fertiles.
Une partie importante de l'azote contenu dans le compost est incorporé à de larges molécules complexes, sous une forme organique. La dégradation progressive de ces molécules permettra la mise à disposition de cette azote pour les plantes. L'utilisation de compost augmente également la biodiversité de la microfaune. Au jardin, il peut être utilisé comme terreau ou amendement pour fertiliser les plates-bandes, les arbres fruitiers et le potager.
Le compost est considéré comme un amendement dans la mesure ou il nourrit les sols qui vont par la suite nourrir les plantes et non comme un engrais qui nourrit exclusivement les plantes.

#### Usage en fonction de sa maturité
L'usage que l'on fait du compost dépend de son état de maturité et recèle des propriétés différentes.
- Compost de trois à six mois : paillage. Étendu au pied des arbustes, le compost maintient l’humidité, il favorise la vie du sol et limite l'arrivée de lumière aux mauvaises herbes. Cette solution permet d'éviter l'utilisation de désherbants chimiques[48].
- Compost de sept à huit mois : paillage, puis enfouissement (mulching). Épandu sur le sol à l’automne, le compost est enfoui au printemps après maturité[48].
- Compost de dix à douze mois : amendement. À maturité, il est utilisé comme apport organique[48],[75],[76].

#### Usage sous forme liquide
Le compost peut également être utilisé sous forme liquide en agriculture. Le thé de compost, également connu sous le nom de jus de compost, est un liquide riche en nutriments obtenu par le trempage ou l'infusion du compost dans l'eau.
Cette méthode a été popularisée par Elaine Ingham. Ce processus permet d'extraire les éléments nutritifs et de les dissoudre dans l'eau mais également de diffuser les micro-organismes du compost, créant ainsi un engrais liquide naturel. Le thé de compost est utilisé en agriculture biologique et en jardinage pour nourrir les plantes, améliorer la structure du sol et stimuler la croissance des végétaux. En raison de sa concentration en nutriments, le thé de compost est généralement dilué avant d'être appliqué sur les cultures, offrant ainsi un moyen écologique et économique de fertiliser les plantes.
L'utilisation de compost sous forme liquide est aussi pratiqué en biodynamie

#### Autre usage historique
Le compost était autrefois utilisé pour produire du nitrate de potassium (salpêtre) en y ajoutant du calcaire et de la cendre de bois.

### Chauffage

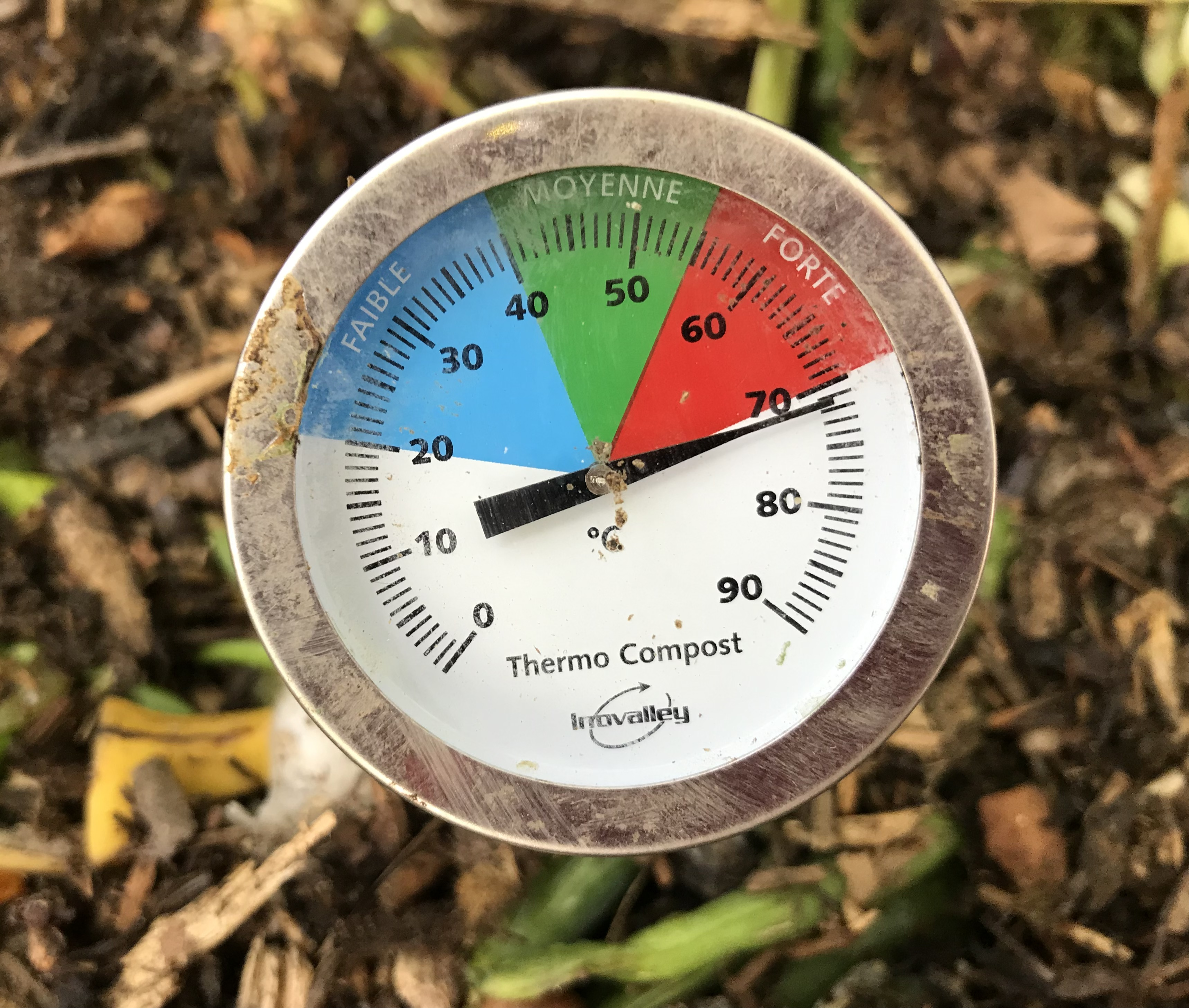
Exemple de montée en température permise par l'activité bactérienne dans un compost.

Le compost peut être utilisé comme chauffage sans production de biogaz et directement via l'utilisation de la monté en température bactérienne (70 °C). On peut utiliser ce procédé pour chauffer une serre, par exemple, en réalisant un flux d'air entre le centre du compost et l'extérieur.

#### Une alternative au compostage, la méthanisation
Les biodéchets peuvent également être utilisé pour produire du méthane (biogaz), ce processus peut également tenir place à l'intérieur du compost lorsque les conditions à l'intérieur sont sans oxygène (anaérobie). Le méthane est le produit d'un processus de fermentation bactérienne de la matière organique, appelé méthanisation.
Il s'agit là d'une autre méthode de valorisation des biodéchets que le compostage puisque la finalité n'est plus la même et les installations également.
Il est recommandé d'utiliser un digesteur, c'est-à-dire un méthaniseur qui permet de récupérer le gaz[citation nécessaire]. Sinon, il est préférable de traiter les déchets verts dans un centre de tri équipé d'un système de récupération du méthane. Cette technique permet de réutiliser le méthane comme source d'énergie.
En moyenne, avec une tonne de déchets organiques, il est possible de produire entre 100 et 300 m3 de biogaz[citation nécessaire]. Ce biogaz peut ensuite être utilisé comme source d'énergie pour le chauffage.
Le méthane est un gaz à effet de serre plus puissant que le CO2. Dans un processus de compostage il s'agit donc de prendre garde à la production de méthane en veillant au bon apport d'oxygène.

## Critiques

### Impact sur l'environnement
Lorsque les conditions sont anaérobies, les végétaux en décomposition dégagent du méthane, qui est un gaz à effet de serre,.
Le méthane peut être utilisé comme carburant, c'est le cas par exemple dans la métropole européenne de Lille,,. Lorsque le compost est réalisé dans une installation sans système de méthanisation, le méthane est gaspillé car perdu dans la nature.

### Impact sur les pathogènes et l'antibiorésistance
Les pathogènes et l'antibiorésistance sont a priori plutôt présents dans le compost « industriel », mais peuvent apparaître sur le compost individuel, ce qui pourrait avoir un impact sanitaire dans les années à venir.

### Civisme
Dans l'écoquartier de Cronenbourg, à Strasbourg, les jardins partagés ont été désertés et les composteurs mis à disposition sont restés vides, faute de suivi pour inciter les habitants à s'en servir.
Selon l'Ademe, les sites ne peuvent être implantés que si :
- un nombre suffisant de foyers volontaires se manifestent pour l’utiliser ;
- une signalétique sur le site et des consignes claires sont fournies et expliquées ;
- la mise en route bénéficie d'un accompagnement lors du premier « cycle » de production, au minimum au démarrage, au transvasement du compost du bac de fermentation au bac de maturation, à la récolte du compost ;
- un référent de site est obligatoire, dont l’engagement soit pérenne ; de fait les actions répertoriées indiquent qu’ils sont parfois des habitants utilisateurs du site, parfois des guides composteurs bénévoles, mais le plus souvent ce sont les gardiens d’immeuble qui sont préférés chaque fois qu’ils existent ; ils sont sollicités et formés, l’entretien et la surveillance du site rentrant ainsi dans leur mission, de même que le conseil aux praticiens ;
- l’approvisionnement en broyat, disponible à côté du composteur, doit être assuré, ce qui nécessite un accord avec un acteur de l’entretien des espaces verts, la commune ou l’EPCI ;
- l’organisation d’un moment convivial (pot, repas partagé, animation…) au moment de la récolte du compost, ou la présence d’un jardin partagé, sont des « plus » très appréciés[90].

Les sites de compostage sont parfois la cibles d'incendies volontaires.

## Normes de qualité
Le compost ayant pour but de fertiliser les surfaces agricoles, il doit répondre à des normes sanitaires.
La norme européenne EN 13432 est relative aux déchets compostables.

### Dans l'Union européenne
Un écolabel européen existe pour les composts, sous la catégorie soils improvers and growing media (amendements et supports de culture). Pour l'association France nature environnement, la norme NF U44-051 en vigueur pour le compost français n'offre pas de garanties d'innocuité et protège mal les sols et l'environnement, car trop laxiste et en raison de l'absence de tri des biodéchets à la source[réf. nécessaire]. Les déchets mal triés et compostés peuvent contenir des métaux, des médicaments, des résidus de pesticides, des cendres riches en métaux lourds, PCB, dioxines, etc. Par exemple, en France, le cadmium (puissant toxique rénal) est autorisé jusqu'à 3 mg/kg, alors que la plupart des autres pays le limitent à 0,7 à 1,5 mg/kg de matière sèche, et alors qu'en Europe, on en trouve 0,5 mg/kg en moyenne dans le compost. Une étude de la Commission européenne publiée en 2010 alerte sur le fait qu'utiliser un tel compost durant 25 ans conduirait à polluer au-delà des seuils tolérables les sols en 50 ans. Pour le cuivre et le mercure, cette période ne serait que de 25 ans. De même, la France autorise-t-elle 2 % de verre et métaux, 1,1 % de plastiques, soit jusqu'à 5 kg de verre/métaux et 2,7 kg/m3 de plastiques. Ces produits peuvent notamment affecter les vers de terre et contaminer les plantes cultivées.

Mise en œuvre technique
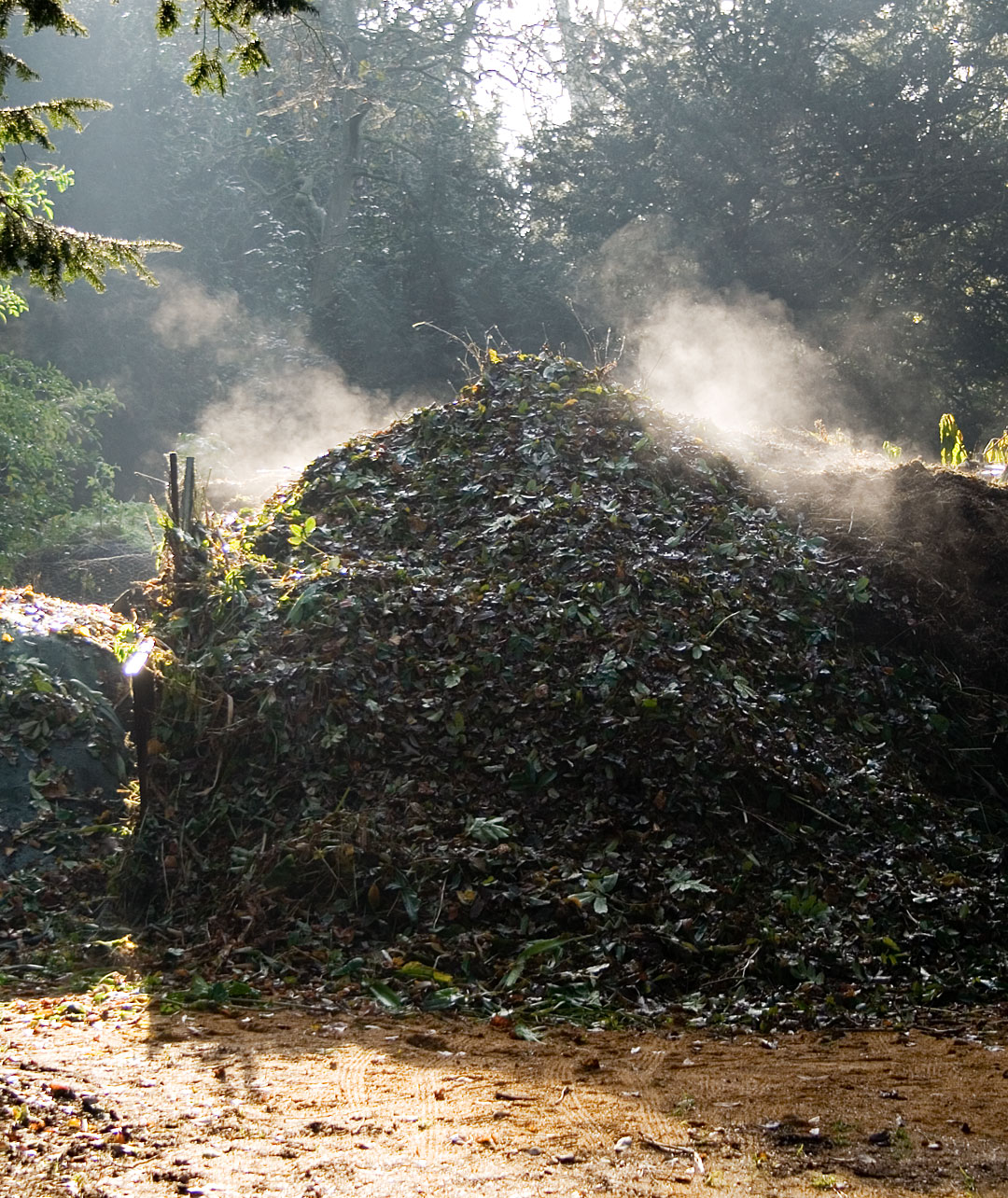
Compostage en tas.
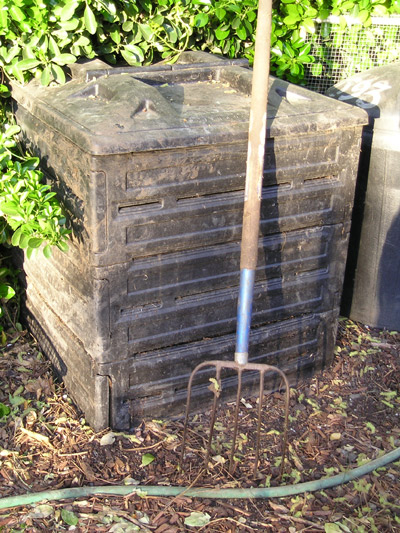
Composteur domestique.
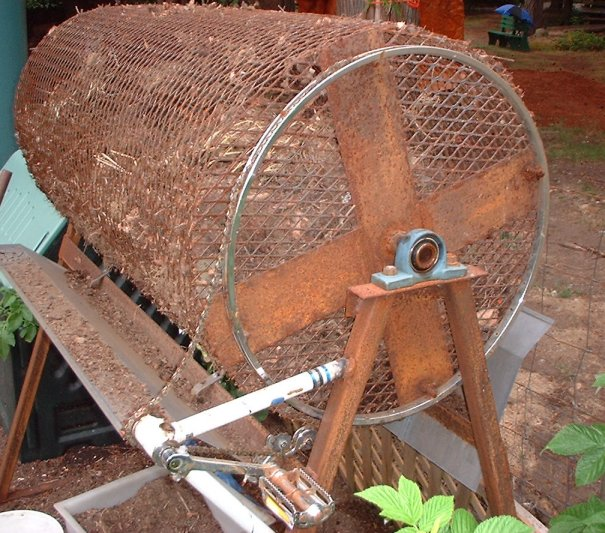
Composteur rotatif/à tambour.
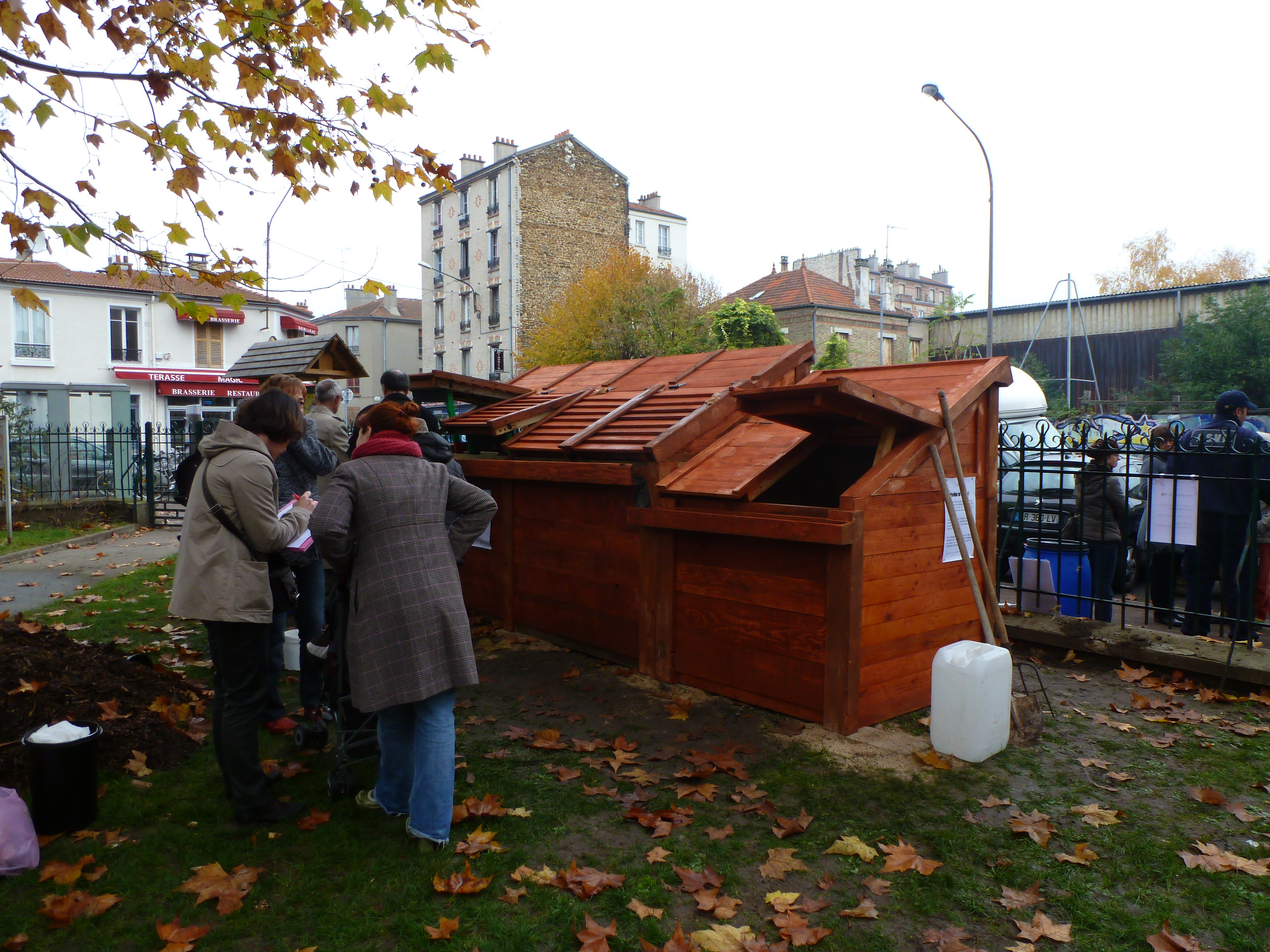
Pavillon de compostage collectif.
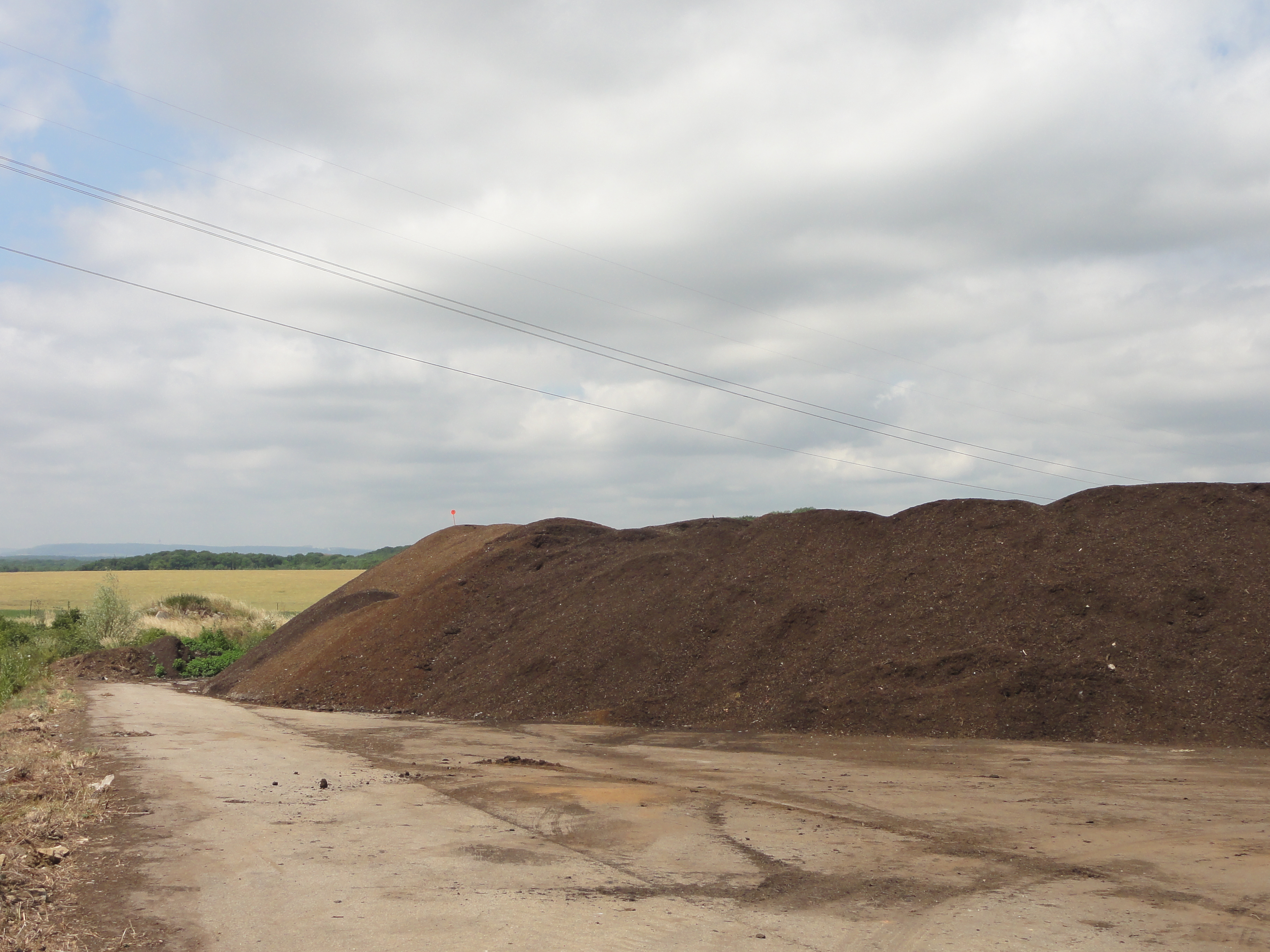
Plateforme de compostage.

#### En France
En France, deux normes concernant le compost existent : la NF U44-095 pour les composts contenant des boues d'épuration, et la NF U44-051 pour les autres composts. Elles sont rendues d'application obligatoire depuis 2004,, et sont donc consultables gratuitement. L'une et l'autre précisent notamment une liste fermée de matières autorisées dans la fabrication du compost, les analyses qui doivent être réalisées sur le compost, et les limites maximales de composants comme les éléments traces métalliques, les composés traces organiques, les inertes et les micro-organismes.
Selon la législation française, les installations de compostage de déchets non dangereux ou de matière végétale, ayant, le cas échéant, subi une étape de méthanisation sont des installations classées pour la protection de l'environnement (ICPE). En effet, ce type d'installation est concerné par la rubrique no 2780 de la nomenclature des installations classées, qui est divisée en trois sous-catégories :
- Rubrique 2780-1 (« compostage de matière végétale ou déchets végétaux, d'effluents d'élevage, de matières stercoraires ») :
  - les installations ayant une quantité de matière traitées supérieure ou égale à 75 tonnes par jour sont soumises à autorisation préfectorale,
  - les installations ayant une quantité de matière traitées comprise entre 30 et 75 tonnes par jour sont soumises à enregistrement,
  - les installations ayant une quantité de matière traitées comprise entre 3 et 30 tonnes par jour doivent être déclarées ;
- Rubrique 2780-2 (« compostage de fraction fermentescible de déchets triés à la source ou sur site, de boues de station d'épuration des eaux urbaines, de papeteries, d'industries agroalimentaires, seuls ou en mélange avec des déchets admis dans une installation relevant de la rubrique no 2780-1 ») :
  - les installations ayant une quantité de matière traitées supérieure ou égale à 75 tonnes par jour sont soumises à autorisation préfectorale ;
  - les installations ayant une quantité de matière traitées comprise entre 20 et 75 tonnes par jour sont soumises à enregistrement,
  - les installations ayant une quantité de matière traitées comprise entre 2 et 20 tonnes par jour doivent être déclarées,
- Rubrique 2780-3 (« compostage d'autres déchets ») :
  - les installations ayant une quantité de matière traitées supérieure ou égale à 75 tonnes par jour sont soumises à autorisation préfectorale,
  - les installations ayant une quantité de matière traitées inférieures à 75 tonnes par jour sont soumises à enregistrement.

Les autorisations ou les enregistrements sont délivrés sous la forme d'arrêtés préfectoraux afin d'imposer aux exploitants le respect d'un certain nombre de prescriptions techniques afin de limiter leur impacts environnementaux, notamment celles d'un arrêté ministériel daté du 22 avril 2008 ou celles d'un arrêté ministériel daté du 20 avril 2012.
Afin de limiter leur impacts environnementaux, les exploitants des installations soumises à déclaration doivent quant à eux respecter les prescriptions techniques d'un arrêté ministériel daté du 12 juillet 2011.
L'instruction des demandes d'autorisation et d'enregistrement ainsi que le contrôle du respect des prescriptions techniques par les exploitants sont réalisés par l'inspection des installations classées.
La mesure des températures se fait, pour chaque lot, conformément aux bonnes pratiques en vigueur (par exemple par sondes disposées tous les 5 à 10 mètres à des profondeurs situées entre 0,7 et 1,5 mètre) et à une fréquence d'au moins trois mesures par semaine pendant le début de la phase de fermentation aérobie.

## Législations sur les composteurs par pays

### En France
Depuis le 1er janvier 2012, les personnes qui produisent ou détiennent une quantité importante de biodéchets ont l’obligation de trier ces biodéchets et de les faire valoriser dans des filières adaptées (telles que le compostage ou la méthanisation). Cela concerne les entreprises « gros producteurs » de biodéchets.
Les seuils ont progressivement été abaissés : en 2012, l’obligation concernait les professionnels qui produisent plus de 120 tonnes par an de biodéchets ou plus de 1 500 litres par an d’huiles alimentaires usagées.
Depuis le 1er janvier 2016, ce sont les professionnels produisant plus de 10 tonnes par an de biodéchets, et de 60 litres par an pour les huiles, qui sont concernés.
Depuis le 1er janvier 2023, ce seuil est encore abaissé et ce sont désormais les professionnels produisant plus de 5 tonnes par an de biodéchets qui ont l’obligation de les trier.
Conformément à la loi du 10 février 2020 relative à la lutte contre le gaspillage et à l'économie circulaire, dite loi anti gaspillage, la généralisation de ce tri à la source est prévue d’ici le 1er janvier 2024 pour tous les producteurs de déchets en France.
Le 1er janvier 2024, le compostage des déchets organiques devient obligatoire et les collectivités devront proposer des solutions de tris à leurs administrés,. Dans l'agglomération de Limoges, les habitants (hors Limoges Métropole) auront l’obligation de composter leurs déchets ménagers chez eux. Certaines villes distribuent des composteurs en l'échange de participer à des stages de sensibilisation,,,. D'autres villes proposent des seaux permettant de trier et d’apporter les déchets alimentaires sur une aire de compostage collective,,,,, ou dans des bornes de collectes.
La pratique du compost se développe. Alors que les collectivités doivent proposer une solution pour que tous les ménages puissent trier leurs déchets biodégradables en les séparant des autres déchets, la loi n’impose pas le compostage à tous les français.

### Radiographie
- Alain Baraton, « Comment réussir son compost », sur radiofrance.fr/franceinter, 26 février 2023.